# 인간의 조건
인간의 조건이란 인간 존재의 독특한 특징을 나타내는 용어이다. 죽을 수밖에 없는 운명을 지닌 존재로서, 살아있는 인간에게는 생물학적으로 결정되는 일련의 사태들이 존재하는데, 이는 대부분의 인간에게 일반적으로 적용되며, 어떤 것은 누구도 피할 수 없는 것들이다. 인간이 이들 사태에 대응하거나 극복하려고 시도하는 방식이 인간의 조건이다. 그러나 자연과 인간의 조건이 의미하는 바가 무엇인지를 엄밀하게 파악하는 것은 그 자체로 철학적인 문제이다.
이 용어는 또한 존재와 실존에 관한 희노애락 등을 기술하는 형이상학적 개념으로도 사용된다. 명백하게 모든 존재자 중에서 최상급인 인간은, 시간의 흐름을 인지하며, 과거를 기억하고 미래를 상상할 수 있으며, 자신의 운명을 잘 알고 있다. 오로지 인간만이, 살아남기 위해 기본적으로 필요한 것 너머의 삶의 목적이나 경험적으로 드러나는 겉모습을 넘어 존재의 본질에 관한 물음을 자기 스스로에게 묻는 유일한 존재로 알려져 있다.: 존재의 의미는 무엇인가? 내가 태어난 이유는 무엇인가? 나는 왜 여기에 존재하는가? 나는 죽어서 어디로 가는가? 이 질문에 대한 답을 찾기 위한 인간의 투쟁은 — 그리고 확실한 것은 우리가 그것을 묻고 인식할 수 있다는 점이다. — 이 용어의 개념 내에서 인간의 조건을 정의하는 것이다.
‘조건’이란 목적과 지향하는 바에 따라서 달라지기 마련이다. 사람마다 삶의 목적과 지향하는 바가 다르므로 인간의 조건도 모든 사람에게 똑같을 수는 없다. 예를 들어, 살아있다는 것 자체가 상당수 사람들에게는 가장 중요한 ‘인간의 조건’이기 때문에 적에 의해서 국가가 점령당할 때 어떻게 해서든지 목숨만큼은 부지하려고 하지만 또 어떤 사람들은 국가를 위해서 목숨을 기꺼이 바친다. 애국자로서 추앙받는 그러한 사람들은 목숨이 인간의 조건에서 가장 중요한 위치에 놓이지는 않는다. 종교를 위해 죽음을 택하는 사람들도 그러하다. 

## 학문적 연구
인간의 조건은 인문학, 즉 철학과 신학, 사회학, 심리학, 인류학, 인구통계학, 문화 이론과 사회생물학과 같은 학문 분야의 주제이다. 실존주의 철학 사조는 인간의 조건에서 궁극적인 의미에 대한 지속적인 탐구를 다룬다.
대부분의 선진국에서, 의약품과 교육 그리고 공공 의료의 개선은 양적으로는 성장하였으나 그렇다고 질적으로도 성장한 것은 아니며, 지난 수 백년간 평균 수명과 인구통계학적인 면에서, 인간의 조건의 현저한 변화가 있었다. 가장 큰 변화의 하나는 피임을 할 수 있게 된 것으로, 무수히 많은 사람들의 성 생활(그리고 성에 대한 태도)을 변화시켰다. 그래도, 이 변화들은 인간의 조건의 지엽적인 것들을 바꾼 것에 불과하다. 세계에서 가장 가난한 지역들의 일부는, 수 세기 동안 인간의 조건이 거의 변하지 않았다.

## 인간의 조건에 대한 역설
일부는 인간의 조건을 아래와 같은 3가지 역설을 통해서 정의된다고 본다:
1. 우리의 상상력은 우리를 어디든지 데려갈 수는 있지만, 실제로는 우리의 몸을 질질 끌고 가야만 한다.
2. 우리는 가장 친절할 수도, 가장 고귀한 존재도 될 수도 있지만, 또한 우리는 가장 잔혹하고 가장 위협적인 존재도 될 수 있다.
3. 인류는 영원한 삶을 꿈꾸지만, 항상 서로를 파괴할 새로운 방법을 고안하고 있다.

## 같이 보기
- 《죽음의 부정》
- 에릭 에릭슨
- 실존주의
- 부조리
- 해나 아렌트
- 인간의 본성
- 인간의 자기 성찰
- 불안
- 《인간의 의미에 대한 탐구》
- 매슬로의 욕구단계설
- 존재론
- 통과의례
- 《사람의 일곱 시기》
- 7대 죄악
- 《모든 것의 이론》
- 자아 인식